# Gobernación del Paraguay
La gobernación del Paraguay, llamada originalmente «Gobernación del Guayrá», fue un área administrativa integrante del Imperio español que perteneció al virreinato del Perú hasta 1776 y al virreinato del Río de la Plata hasta 1782. En 1782 se crea la intendencia del Paraguay, la cual duró hasta 1811. Desde 1811 en adelante, gran parte de esta Gobernación dio lugar al Estado-Nación moderno llamado hoy República del Paraguay. 
Su territorio comprendía la actual república paraguaya con ambas orillas del río homónimo, que era la tenencia de gobierno general de Asunción, los treinta pueblos de las misiones guaraníes, además de las otras tenencias de gobierno dependientes, como la de Santiago de Jerez (actual estado brasileño de Mato Grosso del Sur) y la del Guayrá (actual estado brasileño de Paraná).

## Antecedentes
La capitulación del 21 de mayo de 1534 entre Pedro de Mendoza y la Corona española creó la primera Gobernación del Río de la Plata, que luego fue también conocida como Gobernación del Paraguay, con sede en Asunción, ciudad que fue fundada por Juan de Salazar y Espinosa en 1537. 
En 1561 García Hurtado de Mendoza fue nombrado por su padre el virrey del Perú como gobernador de las áreas en donde Ñuflo de Chávez fundó Santa Cruz de la Sierra el 26 de febrero de 1551 y "La Barranca o Nueva Asunción" el 1 de agosto de 1559, quedando Ñuflo de Chávez como teniente de gobernador. De esta forma estos territorios quedaron desmembrados de la jurisdicción de la Gobernación del Paraguay y conocidos junto a la cercana gobernación al mando de Andrés Manso, como gobernaciones de Moxos. En 1564, Ñuflo de Chávez quedó como gobernador de ambas gobernaciones reunidas como gobernación de Santa Cruz de la Sierra.
En 1617 se produjo la división de esta gobernación, creándose la Gobernación del Paraguay o del Guayrá, siendo denominada Gobernación del Río de la Plata o de Buenos Aires, la parte sur con capital en esta última ciudad.
Fue parte integrante del Virreinato del Perú hasta 1776, fecha en la que quedó integrada en el Virreinato del Río de la Plata recién creado. Pasó a ser la Intendencia de Asunción del Paraguay en 1782, incluyendo los treinta pueblos de las Misiones guaraníes.
- Creación de las gobernaciones del Río de la Plata y del Guayra*

La división de la antigua gobernación del Río de la Plata y del Paraguay fue ordenada por una Real cédula de Felipe III de España el día 16 de diciembre de 1617, y fácticamente establecida desde el 17 de mayo de 1618, luego de terminar el mandato del último gobernador Hernando Arias de Saavedra, creándose de esta forma dos nuevas administraciones que originalmente una de ellas se le llamó «Gobernación del Guayrá», aunque terminó usándose el nombre de gobernación del Paraguay, y la otra, como  gobernación del Río de la Plata.

Don Felipe por la gracia de Dios, Rey de Castilla, de León, de Aragón... etc. Por cuanto, habiendo entendido que algunas de las ciudades de las Provincias del Rio de la Plata, se hallaban en gran peligro de ser destruidas por los Indios Guaycurús, Payagüaes, naciones que están rebeldes y aunadas y que hacen grandes daños, y que para remedio y reparo de esto convenia se dividiera aquel Gobierno que tiene más de quinientas leguas de distrito y en él ocho ciudades muy distantes, sin poderse socorrer las unas á las otras, particularmente las tres de ellas que son de la Provincia de Guayrá, las cuales jamás han podido ser visitadas de Gobernador ni Obispo, ni administrádose en ellas el sacramento de la Confirmación, consultándose mi parecer, he tenido por bien que el dicho Gobierno se divida en dos, que el uno sea del Río de la Plata, agregándole las ciudades de la Trinidad puerto de Santa María de Buenos Aires, la Ciudad de Santa Fe, la de Corrientes y la Ciudad de la Concepción del Río Bermejo; y el otro Gobierno se intitule de Guayrá, agregándole por cabeza de su Gobierno, la Ciudad de la Asunción del Paraguay y la de Villa Real, Villa Rica del Espíritu Santo y la Ciudad de Santiago de Jerez (...)

## Historia de la gobernación

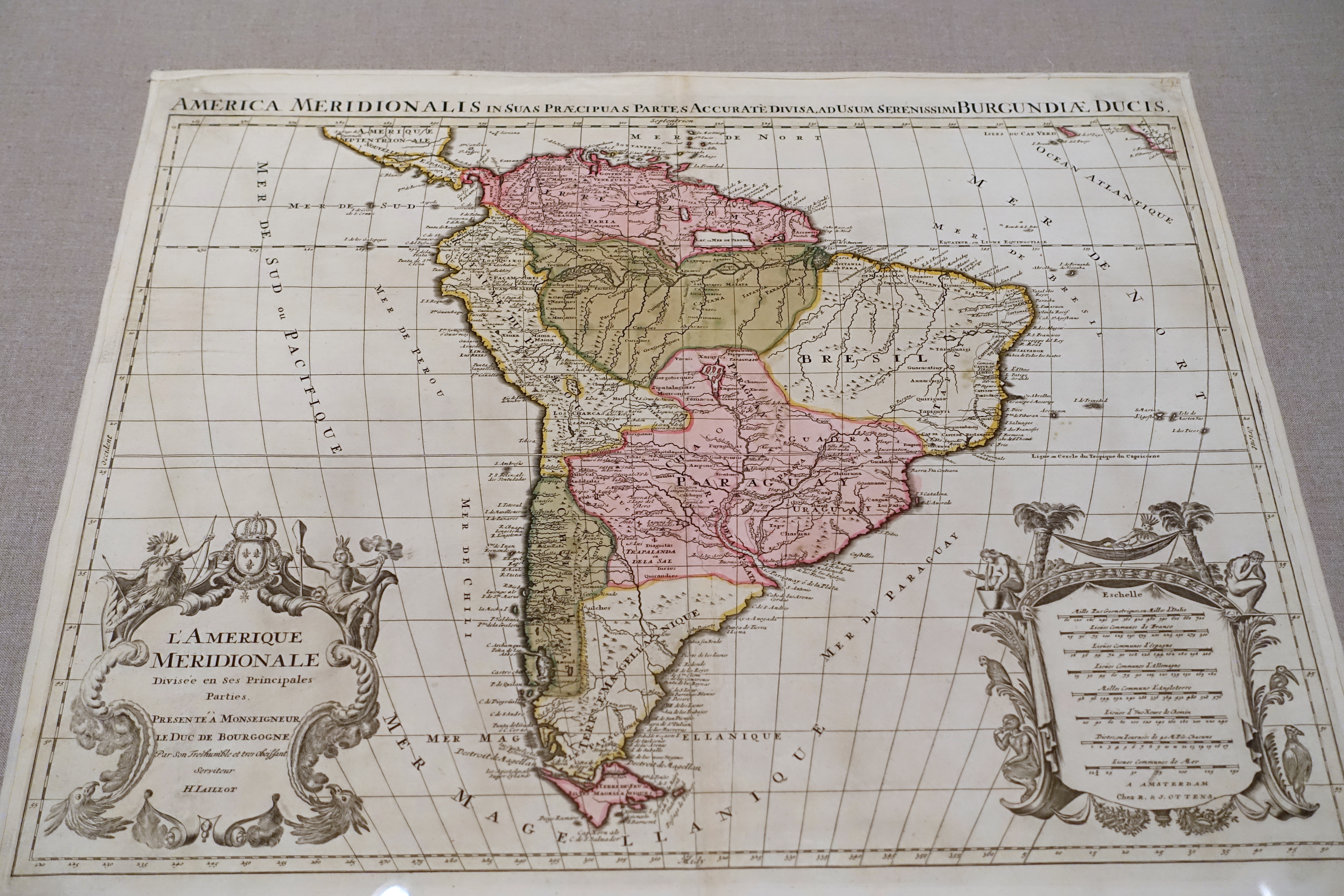
L'Amerique Meridionale divisée en ses principales parties..., Alexis Hubert Jaillot, France, 1650, engraving with hand-coloring - Blanton Museum of Art - Austin, Texas - DSC08119

Felipe III  dispuso en dos reales cédulas de 1625 y 1626, agregar a la gobernación del Río de la Plata los territorios de las misiones jesuíticas del Paraná y del Paraguay. 
Los portugueses, durante la unión dinástica aeque principaliter con Castilla, ocuparon las regiones de Cuyabá, Matogroso  y Mbiazá o Campos de Vera, asolando también los bandeirantes de São Paulo las regiones de Tapé, Itatín y Guayrá.
Una Real Cédula de 11 de febrero de 1724, encargó a los obispos de Asunción y de Buenos Aires que arreglasen los límites jurisdiccionales entre ambas gobernaciones y obispados de acuerdo "á las erecciones de las iglesias y a la posesión y costumbre en que estuviesen". Los obispos designaron a los sacerdotes José Insaurralde y Anselmo de la Mata, quienes en Candelaria, el 8 de junio de 1727, pronunciaron su laudo: 

Habiendo admitido ambos la Comisión, usando de ella, y recorriendo con todo acuerdo y cuidado los instrumentos, que paran en el archivo de estas Misiones, las erecciones de los pueblos y territorios de ambas provincias del Paraná, y Uruguay, hallamos que los términos del Obispado del Paraguay son e incluyen las vertientes todas del Río Paraná; y los del Obispado de Buenos Aires las del Río Uruguay que son las divisiones de ambos Obispados, y que los pueblos de Candelaria, San Cosme, y Santa Ana, sobre que es litigio, se hallan en el territorio del Paraguay, aunque se hallan sobre esta otra banda del Paraná, como los pueblos de Nuestra Señora de Loreto, San Ignacio Miri  y Corpus y que en la división de ambos Obispados, se han tenido y juzgado dichos pueblos por pertenecientes a dicho Obispado del Paraguay (...).

El Rey dispuso el 6 de noviembre de 1726 que los trece pueblos de las Misiones del Río Paraná, fuesen agregados al Gobierno de Buenos Aires.
En 1750, el Tratado de Madrid de límites entre España y Portugal, al abolir la línea del Tratado de Tordesillas, afectó al Paraguay con las pérdidas del Guayrá  (entre el río Paraná y el Océano Atlántico), la gran provincia del Itatín y la región de Cuyabá que fueron cedidos al Brasil portugués a cambio de la Colonia del Sacramento, en la Banda Oriental del Río de la Plata. En lo que respecta al Paraguay el tratado fijó los siguientes límites: 

Artículo V: Subirá desde la boca del Ibicuí, por las aguas del Uruguay, hasta encontrar la del río Pepirí o Pequirí, que desagua en el Uruguay por su ribera occidental; y continuará, aguas arriba del Pepirí, hasta su origen principal, desde el cual seguirá por lo más alto del terreno, hasta la cabecera principal del río más vecino, que desemboca en el grande de Curitibá, que por otro nombre llaman Iguazú; por las aguas de dicho río, más vecino del origen del Pepirí, y después, por las del Iguazú, o Río Grande de Curitibá, continuará la raya hasta donde el mismo Iguazú desemboca en el Paraná por su ribera oriental y desde esta boca seguirá, aguas arriba del Paraná, hasta donde se le junta el río Igurey, y por su ribera occidental.

Artículo VI: Desde la boca del Igurey continuará, aguas arriba, hasta encontrar su origen principal, y desde él buscará en línea recta, por lo más alto del terreno, la cabecera principal del río más vecino que desagua en el Paraguay por su ribera oriental, que tal vez será el que llaman Corrientes; y bajará, con las aguas de este río, hasta su entrada en el Paraguay; desde cuya boca subirá, por el canal principal que deja el Paraguay en tiempo seco, y por sus aguas, hasta encontrar los pantanos que forma este río, llamados la Laguna de los Xarayes, y atravesando esta laguna, hasta la boca del río Jaurú.

El tratado de Madrid fue anulado por el Tratado del Pardo en 1761.
El virrey ordenó el 9 de noviembre de 1779 que el límite entre la tenencia de gobierno de Corrientes y la Gobernación del Paraguay fuera el arroyo Hondo, mediando así en la disputa por las tierras entre los ríos Tebicuary, Paraguay y Paraná, dividiendo en dos el territorio.

## Listado de gobernadores
| Orden | Gobernador                               | Periodo     | Notas | Rey de España |           |
| 1º    | Hernando Arias de Saavedra               | 1617 - 1618 |       | Felipe III    |           |
| 2º    | Manuel de Frías                          | 1618 - 1627 |       | Felipe IV     |           |
| 3º    | Luis de Céspedes García Xería            | 1628 - 1631 |       | Felipe IV     |           |
| 4°    | Cabildo de Asunción                      | 1631 - 1633 |       | Felipe IV     |           |
| 5°    | Martín de Ledesma Valderrama             | 1633 - 1636 |       | Felipe IV     |           |
| 6°    | Pedro Lugo de Navarra                    | 1636 - 1641 |       | Felipe IV     |           |
| 7°    | Juan de Velasco Villasanti               | 1641        |       | Felipe IV     |           |
| 8°    | Gregorio de Hinestrosa                   | 1641 - 1647 |       | Felipe IV     |           |
| 9°    | Diego de Escobar y Osorio                | 1647 - 1649 |       | Felipe IV     |           |
| 10°   | Bernardino de Cárdenas                   | 1649        |       | Felipe IV     |           |
| 11°   | Sebastián de León y Zárate               | 1649 - 1650 |       | Felipe IV     |           |
| 12°   | Andrés Garabito de León                  | 1650 - 1653 |       | Felipe IV     |           |
| 13°   | Cristóbal de Garay y Saavedra            | 1653 - 1656 |       | Felipe IV     |           |
| 14°   | Juan Antonio Blázquez de Valverde        | 1656 - 1659 |       | Felipe IV     |           |
| 15°   | Alonso Sarmiento de Sotomayor y Figueroa | 1659 - 1662 |       | Felipe IV     |           |
| 16°   | Juan Diez de Andino                      | 1662 - 1671 |       | Felipe IV     | Carlos II |
| 17°   | Francisco Rege Corvalán                  | 1671 - 1675 |       |               | Carlos II |
| 18°   | Cabildo de Asunción                      | 1675 - 1676 |       |               | Carlos II |
| 19°   | Francisco Rege Corvalán                  | 1676 - 1681 |       |               | Carlos II |
| 20°   | Juan Diez de Andino                      | 1681 - 1684 |       |               | Carlos II |
| 21°   | Antonio de Vera Mujica                   | 1684        |       |               | Carlos II |
| 22°   | Alonso Fernández Montiel                 | 1684 - 1685 |       |               | Carlos II |
| 23°   | Francisco de Monforte                    | 1685 - 1691 |       |               | Carlos II |
| 24°   | Sebastián Félix de Mendiola              | 1692 - 1696 |       |               | Carlos II |
| 25°   | Juan Rodríguez Cota                      | 1696 - 1702 |       | Felipe V      |           |
| 26°   | Antonio de Escobar y Gutiérrez           | 1702 - 1705 |       | Felipe V      |           |
| 27°   | José Ávalos de Mendoza                   | 1705        |       | Felipe V      |           |
| 28°   | Sebastián Félix de Mendiola              | 1705 - 1706 |       | Felipe V      |           |
| 29°   | Baltazar García Ros                      | 1706 - 1707 |       | Felipe V      |           |
| 30°   | Manuel de Robles Lorenzana               | 1707 - 1712 |       | Felipe V      |           |
| 31°   | Juan Gregorio Bazán de Pedraza           | 1713 - 1717 |       | Felipe V      |           |
| 32°   | Andrés Ortiz de Ocampo                   | 1717        |       | Felipe V      |           |
| 33°   | Diego de los Reyes Balmaceda             | 1717 - 1721 |       | Felipe V      |           |
| 34°   | José de Antequera y Castro               | 1721 - 1725 |       | Felipe V      |           |
| 35°   | Ramón de las Llanas                      | 1725        |       | Felipe V      |           |
| 36°   | Bruno Mauricio de Zabala                 | 1725        |       | Felipe V      |           |
| 37°   | Martín de Barúa                          | 1725 - 1730 |       | Felipe V      |           |
| 38°   | Ignacio de Soroeta                       | 1731        |       | Felipe V      |           |
|       | Junta de Gobierno de los Comuneros       | 1731 - 1733 |       | Felipe V      |           |
| 39°   | Agustín de Ruiloba                       | 1733        |       | Felipe V      |           |
| 40°   | Juan de Arregui y Gutiérrez              | 1733        |       | Felipe V      |           |
| 41°   | Cristóbal Domínguez de Ovelar            | 1733 - 1735 |       | Felipe V      |           |
| 42°   | Bruno Mauricio de Zabala                 | 1735 - 1736 |       | Felipe V      |           |
| 43°   | José Martín de Echauri                   | 1736 - 1740 |       | Felipe V      |           |
| 44°   | Rafael de la Moneda                      | 1740 - 1747 |       | Felipe V      |           |
| 45°   | Marcos José Larrazábal                   | 1747 - 1749 |       | Carlos III    |           |
| 46°   | Jaime Sanjust                            | 1749 - 1761 |       | Carlos III    |           |
| 47°   | José Martínez Fontes                     | 1761 - 1764 |       | Carlos III    |           |
| 48°   | Fulgencio Yegros y Ledesma               | 1764 - 1766 |       | Carlos III    |           |
| 49°   | Carlos Morphi                            | 1766 - 1772 |       | Carlos III    |           |
| 50°   | Agustín Fernando de Pinedo               | 1772 - 1778 |       | Carlos III    |           |
| 51°   | Pedro Melo de Portugal                   | 1778 - 1782 |       | Carlos III    |           |